# Richard Monckton Milnes, 1. Baron Houghton

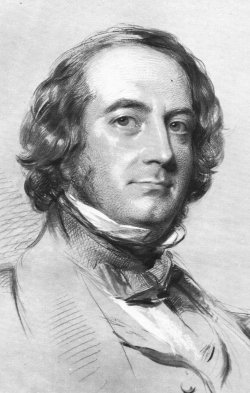
Richard Monckton Milnes, 1. Baron Houghton

Richard Monckton Milnes, 1. Baron Houghton (* 19. Juni 1809 im Londoner Stadtteil Mayfair; † 11. August 1885 in Vichy) war britischer Literat, Mäzen, Politiker und Sammler erotischer Literatur.

## Leben und Wirken
Richard Monckton Milnes war der Sohn von Robert Pemberton Milnes (1784–1858), der nach einer anfänglich glänzend erscheinenden Karriere im House of Commons dort bald in der Bedeutungslosigkeit versank und sich 1818 aus der Politik zurückzog. Seine Mutter war Henrietta Maria Monckton († 1847).
Da er ein empfindsames Kind war, fand sein Unterricht zu Hause in Hundhill Hall in der Nähe von Doncaster statt. 1827 schrieb er sich am Trinity College in Cambridge ein, das auch schon sein Vater besucht hatte. Hier wurde er Mitglied der Cambridge Apostles, zu denen in seiner Zeit auch die späteren Lyriker Tennyson und Hallam gehörten. In dieser Zeit galt sein Interesse vor allem Shelley und John Keats, dessen literarischen Nachlass er 1848 herausgab.
Im Anschluss daran schrieb er sich an der neu gegründeten University of London ein, um danach zu einem Studienaufenthalt an die Universität in Bonn zu gehen. In dieser Zeit, den frühen 1830er Jahren, reiste Milnes viel. Zu seinen Stationen gehörten auch Italien, Griechenland und das Osmanische Reich. Diese Aufenthalte inspirierten ihn zu Gedichten und Reflexionen, die er in diesen Jahren veröffentlichte.
1837 wurde er als Vertreter der Stadt Pontefract ins House of Commons gewählt, ein Amt, das er bis zu seiner Ernennung zum Peer 1863 beibehielt. Unterstützte er zu Anfang die konservative Politik von Sir Robert Peel (beispielsweise bei der Abschaffung des Zolls auf Getreide im Jahr 1846), so wandte er sich später von dessen Positionen ab und der Partei der Liberalen unter ihrem Parteiführer Lord John Russell zu. Milnes politischen Interessen lagen dabei im Bereich der Sozialpolitik, so setzte er sich beispielsweise für die Abschaffung der Todesstrafe oder die Rücknahme des 1864 erlassenen Gesetzes zur Eindämmung von Geschlechtskrankheiten ein. Auch wirkte er an der Urheberrechtsreform von 1842 mit. Seiner Initiative entstammte eine Gesetzesvorlage, die 1846 zur Einrichtung von Besserungsanstalten für straffällig gewordenen Jugendliche führte; Milnes selbst wurde Vorsitzender einer derartigen Einrichtung in Redhill. Seine rhetorischen Qualitäten jedoch waren begrenzt: “Milnes's parliamentary speeches were a signal for emtyfing the House’, Emerson noted in 1848.‘He makes bad speeches of exquisite infelicity, & joins in the laugh against himself’ (Journals, 10.530-31)” (dt.: „Milnes Parlamentsreden waren ‚ein Signal für das Haus, sich zu leeren‘, schrieb Emerson 1848. ‚Er hält schlechte Reden mit erlesenen Unglücksfällen und stimmt in das Gelächter gegen ihn ein‘ (Tagebücher)“)
Nachdem er in den Jahren 1842/43 erneut nach Griechenland und ins Osmanische Reich gereist war, entstand seine Gedichtsammlung “Palm Leaves” (dt.: „Palmblätter“), die wenig positiv aufgenommen wurde: “His ambitious attempt to write poetry in an oriental tone idealizing ‘Muhammadanism’ was not acclaimed. (...) Overall, Milnes's poetry was thoughful, cultivated, but uninspired; his minor poems and lyrics are usually more sucessfull. His few late verses, such as the elegy on David Livingstone (1873), are poor.” (dt.: „Sein anspruchsvoller Versuch, Dichtung im orientalischen Tonfall, die den ‚Mohammademismus‘ idealisierte, zu schreiben, fand wenig Beifall. (...) Insgesamt ist seine Dichtkunst nachdenklich, kultiviert und einfallslos; seine kleineren Gedichte und Liedertexte sind gewöhnlich erfolgreicher. Seine wenigen späten Verse, wie die Totenklage auf David Livingstone (1873), sind dürftig.“)
Einen Namen machte er sich jedoch als Gastgeber: Seine Frühstücke waren berühmt, denn auf ihnen trafen sich die Begabten, Reichen und Berühmten, unter ihnen Literaten und Künstler, Politiker, Reisende und Abenteurer oder andere Persönlichkeiten der Zeit. Auch war er ein stetiger Förderer von jungen literarischen Talenten, denen er versuchte, mit Kontakten, Aufträgen, Stellen oder Geldmitteln zu helfen. Für Tennyson erwirkte er eine Pension, David Gray ermöglichte er den Aufenthalt in einem Sanatorium, und dem Autor Coventry Patmore verschaffte er eine Anstellung im Britischen Museum.
Nachdem er sich 1848 in George Sand (geboren 1804) vernarrt und im Folgejahr erfolglos um die elf Jahre jüngere Florence Nightingale geworben hatte, heiratete er 1851 Annabella Hungerford Crewe (1814–1874), mit der er vier Kinder, von denen der älteste Sohn tot zur Welt kam, hatte.
Milnes wurde am 20. August 1863 den Titel des Baron Houghton verliehen. Daher war er von diesem Zeitpunkt an Mitglied des House of Lords und übte in den folgenden Jahren eine Reihe von gesellschaftlichen Positionen aus. So war er unter anderem ab 1878 bis zu seinem Tod als Sekretär für die Korrespondenz mit dem Ausland (“secretary for foreign correspondence”) der Royal Academy of Arts tätig, war Treuhänder (“trustee”) sowohl des Britischen Museums als auch der Royal Geographical Society und wurde 1881 Nachfolger von Thomas Carlyle als Leiter der London Library.
Milnes war Besitzer einer bedeutenden Sammlung erotischer Literatur, darunter eine Gesamtausgabe der Werke von de Sade sowie umfangreiche Literatur zur Flagellation, die heute im Bestand der British Library zu finden ist. Er gilt als Verfasser von The Rodiad, eines pornographischen Gedichts zum Thema Flagellation, das 1871 im Verlag von John Camden Hotten erschien.
1885 starb er in einem Hotel im französischen Vichy an Angina Pectoris und wurde zehn Tage später in England begraben.
Seinen Titel erbte der überlebende Sohn Robert, der ein bedeutender liberaler Politiker seiner Zeit war.

## Werke (Auswahl)
- Memorials of a Tour in some Parts of Greece, Chiefly Poetica (1834)
- Memorials of a Residence on the Contoinent, and Historical Poems (1838)
- Memorials of many Scenes (1840)
- Palm Leaves (1844)
- One Tract more (1841)
- Life, Letters and Literary Remains of John Keats (2 Bände, 1848)